# Silvio Prandoni
Silvio Prandoni (Busto Arsizio, 16 dicembre 1934) è un medico e missionario italiano.

## Biografia
Cittadino di Castellanza, laureato in Medicina e Chirurgia ha fondato negli anni settanta e dirige l'ospedale di Wamba in Kenya dove attualmente è domiciliato e opera come missionario laico.